# Stasiły
Stasiły (lit. Stasylos) − wieś na Litwie, nad rzeką Wisinczą, w gminie rejonowej Soleczniki, 6 km na wschód od Sałek Wielkich. Przed rokiem 2010 Stasiły zamieszkane były przez 59 osób.